# Нащокин, Павел Воинович
Па́вел Во́инович Нащо́кин (15 декабря 1801— 6 ноября 1854) — русский меценат, коллекционер. Ближайший друг А. С. Пушкина последних лет.

## Биография
Происходил из старинного рода Нащокиных, из той ветви его, которой принадлежало костромское имение Шишкино. Его отец (Воин Васильевич) и дед (Василий Александрович) были генералами; дед был известен благодаря мемуарам, которые увидели свет только в 1842 году, отец был крестником императрицы Елизаветы Петровны и императора Петра III.
До 1811 года проживал в доме № 14 по Большой Полянке.
В период с апреля 1814 до 1815 года Павел Нащокин учился в Благородном пансионе при Царскосельском лицее, где и познакомился с А. С. Пушкиным. С марта 1819 — подпрапорщик лейб-гвардии Измайловского полка, переведён юнкером в Кавалергардский полк, затем — корнет Лейб-Кирасирского Её Императорского Величества полка; поручик — с 13 марта 1823 года. С 29 ноября 1823 года — в отставке «по домашним обстоятельствам».
Сблизился с Пушкиным П. В. Нащокин после возвращения того из Михайловской ссылки в 1826 году. Во время своих ежегодных приездов в Москву Пушкин, как правило, останавливался у Нащокина, где ему даже была выделена комната.
В 1828 году умерла мать П. В. Нащокина, завещав всё своё недвижимое имущество (дом в Москве и имение в Воронежской губернии) дочери Анастасии (по мужу — Окуловой), и старшему сыну Василию Воиновичу. Младший же сын был обойдён наследством, видимо по причине широкого образа жизни, который он вёл; уже через несколько месяцев после смерти матери он вынужден был делать долги.
К 1831 году от цыганской певицы московского хора Ильи Соколова Ольги Андреевны Солдатовой (дочери певицы Стеши) он имел двух детей: дочь, крёстным отцом которой стал Пушкин, и сына Павла.
Нащокин был крёстным отцом первого сына Пушкина — Александра; был приглашён в крёстные и ко второму сыну, но Нащокин был болен и отказался от поездки из Москвы в Петербург.
Ещё в 1832 году Пушкин побуждал Нащокина писать «мемории» в виде писем к нему. В 1836 году, он передал их Пушкину для литературной обработки (опубликованы в 1974 году). В том же году Нащокин подарил Пушкину «кольцо с бирюзой от насильственной смерти. <…> Но этот талисман не спас поэта: по свидетельству Данзаса, он не имел его во время дуэли». Об этом кольце упоминает В. В. Набоков («... кольцо, не спасшее поэта») в своем стихотворении «Бахчисарайский фонтан (Памяти Пушкина)».

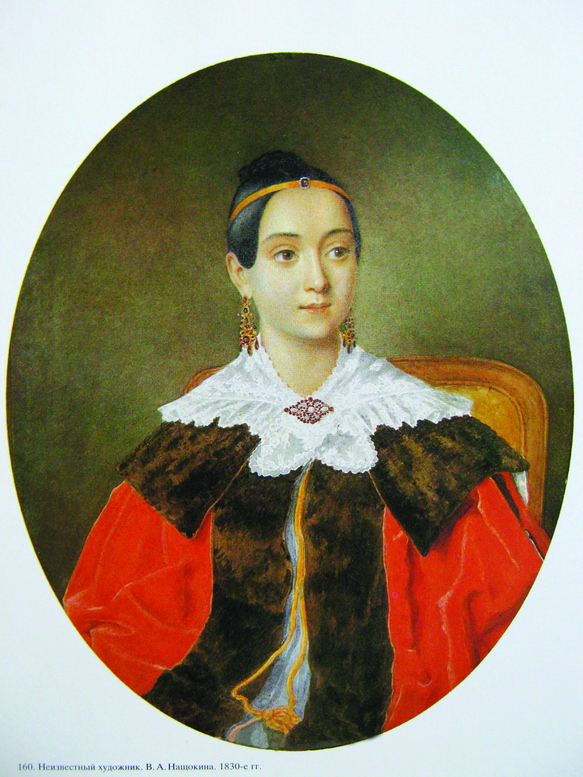
жена — Вера Александровна Нащокина (Нарская)

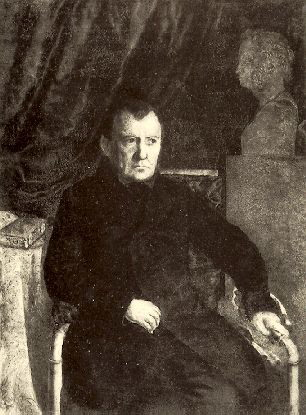
Павел Воинович Нащокин, 1840—1850-е, худ. Э. А. Дмитриев-Мамонов

2 января 1834 года в с. Воскресенское Бронницкого уезда состоялось венчание 33-летнего Павла Нащокина с 23-летней Верой Нарской (1811—1900), незаконнорождённой дочерью Александра Петровича Нащокина и его бывшей крепостной крестьянки Дарьи Нестеровны Нагевой, которая ко времени рождения дочери состояла в мещанском сословии. Получившая при рождении фамилию своей матери (Нагаева), Вера Александровна по достижении совершеннолетия, как и ее родные братья, стала именоваться Нарской.
В 1853—1854 годах основал в Москве первый спиритуалистический кружок, где собиралось большое общество, в том числе друзья покойного Александра Сергеевича Пушкина. 
Умер 6 ноября 1854 года в Москве. Похоронен на  Ваганьковском кладбище (уч. 16).

## Адреса
Жили Нащокины в Москве в Воротниковском переулке; владелицей дома тогда была губернская секретарша Аграфена Ивановна Иванова (дом № 12 теперь является объектом культурного наследия федерального значения, некоторое время здесь располагалась художественная галерея «Дом Нащокина»; на доме установлена мемориальная доска). Именно здесь — последний московский адрес А. С. Пушкина, он гостил у Нащокина с 3 по 20 мая 1836 года, в один из его благополучных периодов; П. В. Нащокин, всю жизнь игравший в карты, в конце 1835 года очень крупно выиграл, так, что полиция задержала его предполагавшийся (но так и не состоявшийся) выезд к Пушкину, в Михайловское. 4 мая 1836 года Пушкин писал жене: «Я остановился у Нащокина. Il est logé en petite maîtresse» (Он обставился щегольски). Гостиная в квартире Нащокина изображена на картине Н. И. Подключникова. 
Самый необычный экспонат коллекции П. В. Нащокина — «Нащокинский домик», точная копия всей его квартиры (вплоть до книг и сервизов, изготовленных на тех же фабриках, что и настоящие) в футляре 2,5 на 2 метра с раздвижными зеркальными стеклами.
В 1848 году, «согласно копии о дворянстве», уже «имения за ним никакого не числилось». В 1851 году Нащокин снимал бедную квартиру у церкви Неопалимой Купины, близ Девичьего Поля. 
В 1843 году «отставной поручик» П. В. Нащокин был внесён с детьми — Александром, Натальей, Екатериной и Софией — в IV часть дворянской родословной книги Московской губернии (роды иностранного происхождения), а затем (в 1850 году) и в VI часть (древнее дворянство).
Отец — Воин (Доримедонт) Васильевич Нащокин (31.7.1742—20.8.1806), генерал-лейтенант; сын генерал-поручика Василия Александровича Нащокина (1707—1760);
Мать — Клеопатра Петровна, урождённая Нелидова (1767—20.8.1828), помещица Бобровского уезда, Воронежской губернии.

Отец мой генерал-поручик Воин Васильевич Нащокин принадлежит к замечательнейшим лицам Екатерининского века. Он был малого роста, сильного сложения, горд и вспыльчив до крайности. <…> 

Мать моя была в своем роде столь же замечательна, как и мой отец. Она была из роду Нелидовых. Отец, заблудившись на охоте, приехал в дом к Нелидову, влюбился в его дочь, и свадьба совершилась на другой же день. Она была женщина необыкновенного ума и способностей. Она знала многие языки, между прочим греческий. Английскому выучилась она 60 лет. <…> Сестра моя была старше меня несколькими годами. Она была красавица и считалась таковою в Москве. Я с братом воспитывался дома. У нас было множество учителей, гувернеров и дядек.

Брат
Василий Воинович (1796 — ?). Владелец имения в с. Шишкино Костромской губернии. Супруга — А. Н. Панова
Сёстры

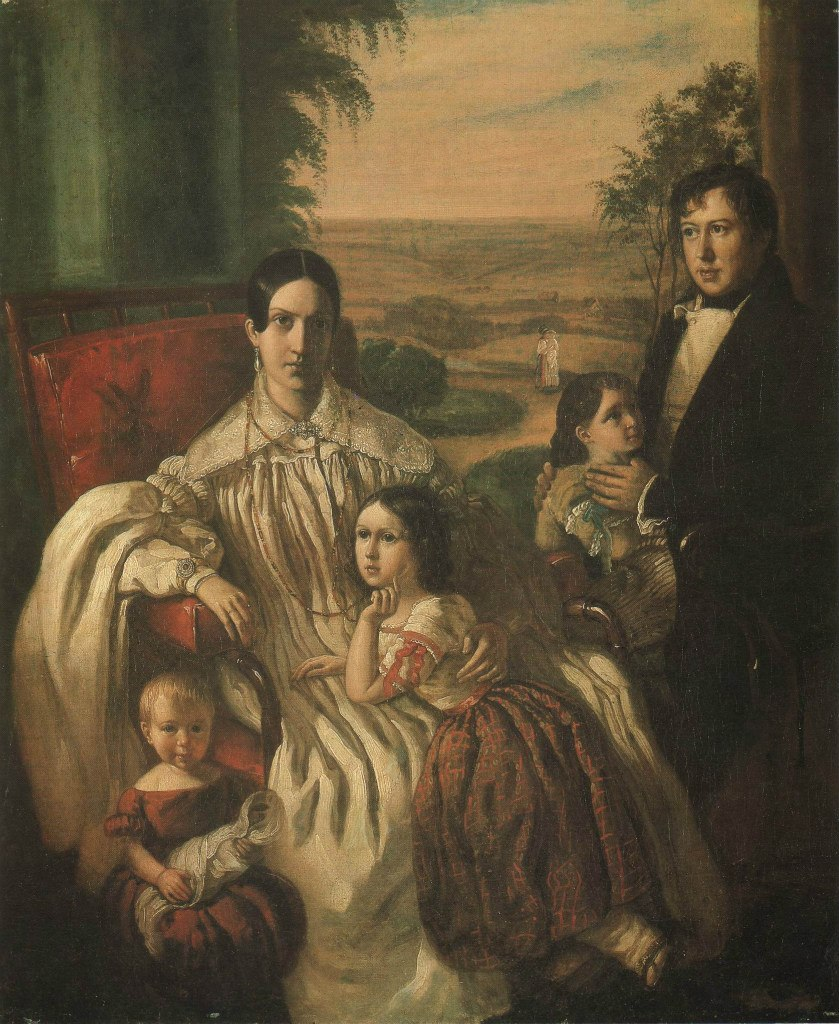
П.В. Нащокин с семьей. Портрет работы Николая Подключникова, начало 1840-х гг.

- Анастасия Воиновна (1787—7.09.1862), супруг — Матвей Алексеевич Окулов, камергер, статский советник.
- Александра Воиновна (?—18.05.1852), супруг — Александр Осипович Статковский, генерал-майор.

Брак и дети
- жена — Вера Александровна Нарская[24]
  - Екатерина Павловна (2.11.1834 — после 1893 ?)[25]
  - София Павловна (12.1.1836—28.3.1859)
  - Наталья Павловна (2.5.1837—13.4.1891)
  - Александр Павлович (2.2.1839—1906)
  - Анастасия (3 февраля 1841—?). Муж — кн. Алексей Трубецкой
  - Андрей (2 февраля 1854— 2 октября 1925)

От певицы цыганского московского хора Ильи Соколова Ольги Андреевны Солдатовой имел двух детей:
- - дочь (ранее 1831— до 15 июля 1831), крестница А. С. Пушкина.
  - Павел Павлович (ранее 1831—?). Фамилию Нащокин не носил, данные неизвестны.